# Acrorchis
Acrorchis là một chi thực vật có hoa trong họ Lan.